# A Christmas Story (film 1913)
A Christmas Story è un cortometraggio muto del 1913 diretto da James W. Castle e Tefft Johnson

## Produzione
Il film fu prodotto dalla Vitagraph Company of America.

## Distribuzione
Distribuito dalla General Film Company, il film - un cortometraggio in una bobina - uscì nelle sale cinematografiche statunitensi il 22 dicembre 1913.